# Суворовский, Михаил Александрович
Михаил Александрович Суворовский (26 октября [7 ноября] 1843, Ровки, Серпуховский уезд — 30 декабря 1917, Москва) — священнослужитель Русской православной церкви, протоиерей, известный московский священник, благочинный 1-го округа Московского уезда.

## Краткая биография
Родился 26 октября (7 ноября) 1843 года в погосте Ровках Серпуховского уезда Московской губернии в семье священника Московской епархии Александра Аполлоновича Суворовского и его жены Ольги Андреевны, крещён там же 1 ноября. Обучался в Вифанской семинарии. После окончания семинарии в 1864 году направлен в епархиальное ведомство. В 1865—1866 годах безвозмездно обучал грамоте в воскресной школе при московском заводе Гюбнера.
28 августа 1866 года епископом Можайским Игнатием (Рождественским) был рукоположён во священника и определён святителем Филаретом (Дроздовым) в Успенскую церковь погоста Сорокородни.
В 1866—1873 годы был законоучителем и наставником в церковно-приходской школе села Абакшино, с 1873 года — законоучителем в Михеевской земской школе. Писал статьи для газеты «Московские церковные ведомости». В 1887 году его младший брат Иван Суворовский был назначен настоятелем Крестовоздвиженской церкви соседнего села Марчуги. С 1889 по 1894 годы состоял законоучителем в Косяковской земской народной школе. В 1893 году советом Кирилло-Мефодиевского братства утверждён в должности члена Бронницкого уездного отделения Московского епархиального училищного совета. В 1897 году утверждён в должности законоучителя и заведующего вновь открытой Абакшинской женской церковно-приходской школы. В 1898 году по инициативе Ивана Суворовского в соседнюю с Марчугами деревню Косяково был перенесён храм из села «Милино — Ванилово тож», освящённый в честь Спаса Нерукотворного.
К 1899 году Михаил Суворовский был вдов, имел четверых детей; старший, Александр, обучался в Московской духовной академии, а второй сын Константин — в Московской духовной семинарии.
В 1907 году назначен настоятелем в московский храм Преображения Господня в Богородском. Был благочинным 1-го округа Московского уезда.
Помимо настоятельства, он был председателем земского совета по попечительству. В 1913 году в честь 300-летия дома Романовых он открыл в Богородской церковно-приходской школе Преображенское братство.
Скончался 17 декабря 1917 года и был похоронен у на погосте Николо-Романь (Николо-Боршевский погост) рядом с Федино.

## Награды
- ежегодные благодарности от учительства Бронниц,
- ордена Святой Анны 3-й (3 февраля 1896 года) и 2-й степеней,
- орден Святого Владимира 3-й степени за 50-летнюю отлично-усердную службу Церкви Божией (3 февраля 1917 года)[7],
- грамоты Святейшего Синода,
- благодарности Совета Православия Миссионерского общества.

## Семья
Супруга — Мария Константиновна.

## Комментарии
1. ↑  Нынешнее село Михеево образовалось из слияния трех селений: Абакшино, погоста Сорокородни и Михеево.
2. ↑  В историческом архиве города Бронницы имеются следующие достоверные сведения: «…Марчуговский священник Иоан Суворовский в 1889 году открыл в Марчугах, вблизи Крестовоздвиженского храма на крутом берегу Москвы-реки начальную земскую школу» — История Косяковской школы Архивная копия от 8 сентября 2010 на Wayback Machine. Школа была деревянная, имела два классных помещения с высокими потолками и высокими узкими окнами. Преподавали в ней два учителя и священник.
3. ↑  Ныне здесь — Посёлок имени Цюрупы.